# 6 أيام (فلم 2017)
6 أيام (بالإنجليزية: 6 Days) هو فيلم سيرة ذاتية بريطاني-نيوزيلندي من إخراج توا فريزر وكتبه جلين ستاندرينغ. والفيلم مبني على أحداث حقيقية لقصة حصار السفارة الإيرانية في لندن عام 1980 ومن بطولة النجوم جيمي بيل، آبي كورنيش، مارك سترونغ ومارتن شو. تم عرض الفيلم في 4 أغسطس 2017.

## نبذة عن الفيلم
فيلم الأكشن التاريخي «6 أيام» يحكي قصة عملية اقتحام السفارة ومحاولة إنقاذ الرهائن، بعد مرور أكثر من 37 عاما على حادث حصار السفارة الإيرانية بلندن، والذي شهد مقتل 5 مواطنين وإصابة جندي من القوات الجوية الخاصة البريطانية و3 رهائن إيرانيين.
وأحداث فيلم 6 أيام تدور في أبريل 1980، حين يقتحم مسلحون السفارة الإيرانية في لندن، ويحتجزوا كل من بها رهائن، وخلال الستة أيام التالية للواقعة يتصاعد التوتر، بينما تتجهز قوات مدربة من جنود القوات الجوية الخاصة لتخليص الرهائن.
حصار السفارة الإيرانية في لندن حدث في 30 أبريل إلى 5 مايو 1980، وكانت الجبهة العربية لتحرير الأحواز قد احتجزت موظفي السفارة والبالغ عددهم 26 رهينة، وهددوا بإعدامهم ما لم تسلمهم بريطانيا 91 معتقلا عربيا في السجون الإيرانية، كما طلبت الجبهة من سفراء الدول العربية التوسط مع إيران، إلا أن رئيسة الوزراء البريطانية مارجريت تاتشر أمرت بتنفيذ خطة هجومية لتحرير الرهائن.

## وصلات خارجية
- مقالات تستعمل روابط فنية بلا صلة مع ويكي بيانات